# Cala Trabeluja

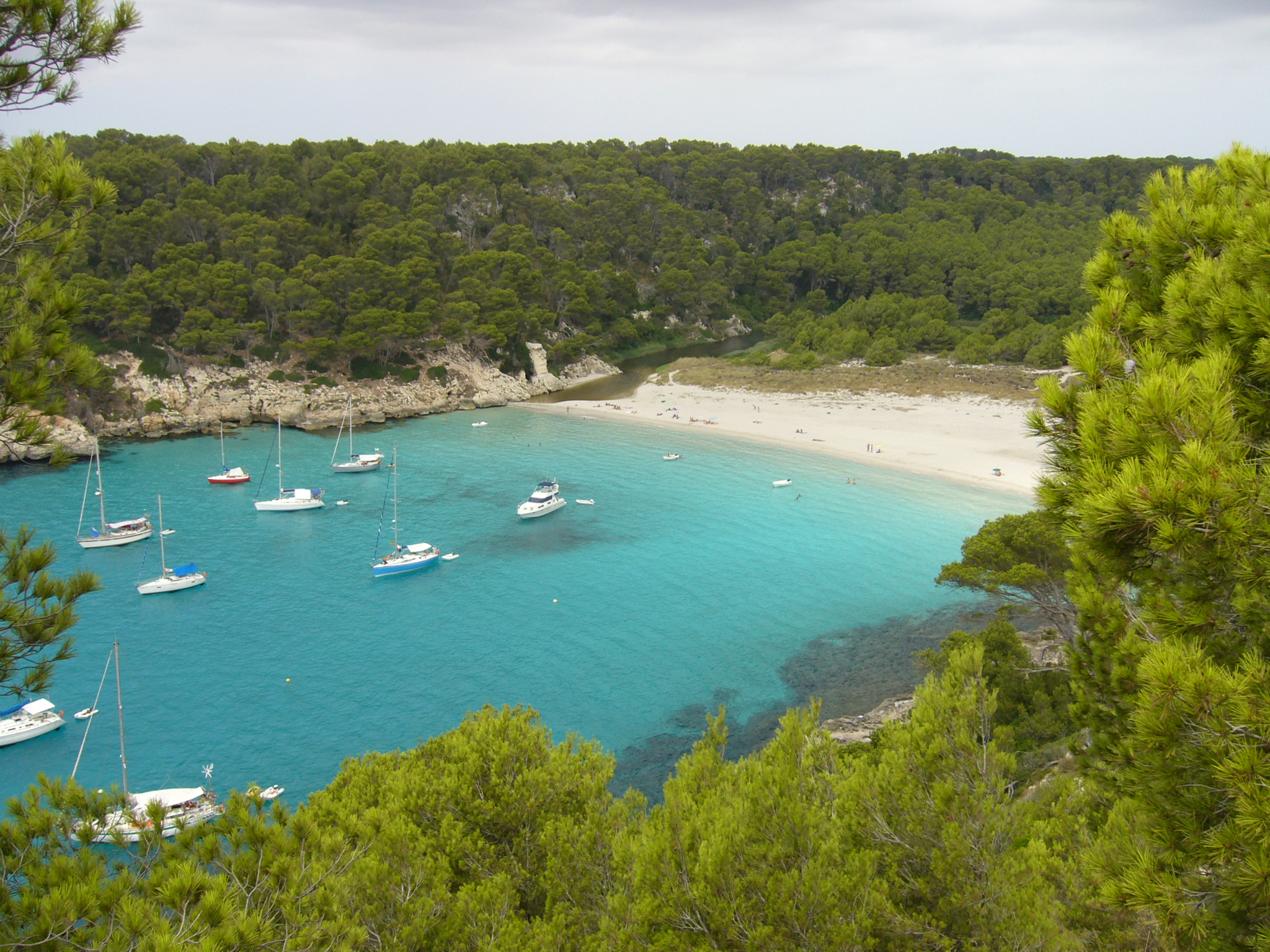
Cala Trabeluja.

Cala Trabeluja (o Cala Trebalúger, en catalán) es una pequeña bahía natural que se encuentra en el suroeste de la isla española de Menorca (Islas Baleares), en el municipio de San Cristóbal.

## Descripción
Cala de arena blanca y fina, está rodeada de pinos, en ella desemboca un riachuelo de agua dulce. El riachuelo de tanto en cuando tiñe las aguas de la playa, debido a la descomposición de ciertas algas, si esto sucede, el agua sigue siendo perfectamente apta para el baño, ya que se trata de un proceso natural que no tiene nada que ver con la contaminación humana.

## Acceso
Se accede caminando desde Cala Mitjana, cogiendo el popular Camí de Cavalls, o bien con una embarcación. También es posible acceder a ella desde la Playa de Binigaus, aunque para ello hay que andar mucho más que desde Cala Mitjana.

## Contaminación industrial
En 2012 el ayuntamiento de Ferrerías reconoció que hay sustancias contaminantes de origen industrial en el río de Trabeluja. Gracias a las denuncias del Grupo Balear de Ornitología y Defensa de la Naturaleza, en febrero de 2012 se llegó a un acuerdo para frenar la contaminación del que todavía no se conocen detalles.